# Омфацит
Омфацит (рос. омфацит; англ. omphacite; нім. Omphacit m) — мінерал, моноклінний піроксен.

## Загальний опис
Хімічна формула: (Ca, Na)(Mg, Fe2+, Fe3+, Al)[Si2O6]. Домішки: TiO2, K2O, MnO, H2O.
Склад у % (з родов. Гертруск, Австрія): CaO — 15,32; Na2O — 3,68; MgO — 9,13; FeO — 4,08; Fe2O3 — 2,98; Al2O3 –10,26; SiO2 — 52,65.
Утворює зернисті агрегати, призматичні кристали.
Густина 3,29-3,37.
Твердість 5-6.
Колір зелений до темно-зеленого. У шліфах — світло-зелений.
Зустрічається тільки в еклогітах, кімберлітах та близьких до них породах. Знайдений у Ецталь (Тіроль) і хр. Зауальпе (земля Каринтія) — Австрія, Респ. Саха (РФ).
Від грецьк. «омфакс» — неспілий (незрілий виноград) за характерний зелений колір (A.G.Werner, 1812).